# 130号德克萨斯州州道
130號德克薩斯州州道（英語：Texas State Highway 130）是一條德克薩斯州州道。該公路連接了聖安東尼奧和喬治敦，全長130.6英里（210.2），是一條收費道路，有全州甚至北美最快的限速（85英里）。